# France-Amériques
Ne doit pas être confondu avec Françamérique.
 (décembre 2023).
Si vous disposez d'ouvrages ou d'articles de référence ou si vous connaissez des sites web de qualité traitant du thème abordé ici, merci de compléter l'article en donnant les références utiles à sa vérifiabilité et en les liant à la section « Notes et références ».
France-Amériques ou encore le cercle France-Amériques est une association privée, située aux numéros 9-11 de l'avenue Franklin D. Roosevelt, dans le 8e arrondissement de Paris. Le but de l'association est de promouvoir les relations entre la France et le continent américain dans son ensemble. L'association a d'abord été créée sous le nom de Comité France-Amérique (CFA) en 1909.

## Historique
Le Comité France-Amérique a été fondé en 1909 à l'initiative de Gabriel Hanotaux, ancien ministre des Affaires Étrangères. Il réagissait au fait qu'au début du XXe siècle, dans la nomenclature des services du ministère, l'Amérique était encore rangée sous la rubrique « pays divers »[réf. nécessaire]. La mission de ce comité était d'informer et d'alerter les dirigeants et l'opinion publique de l'importance que revêtaient les États-Unis dans la vie du monde. Elle avait également pour but de rappocher les Canadiens français et les Français.
En 1927 le Comité acquiert l'hôtel Le Marois, une belle demeure située aux 9-11 Avenue Franklin-D.-Roosevelt, construite vers 1863 dans le jeune quartier des Champs-Élysées du Second Empire. L'hôtel est le siège de la société depuis 1929. 
Aujourd'hui, la vocation de France-Amériques s'est élargie en développant les liens d'amitié entre la France et toutes les nations américaines. Le Cercle France-Amériques organise à ce titre de nombreux événements d’ordre culturel, économique et social susceptibles de faire mieux connaitre les Amériques en France et la France dans les Amériques.

## Annexe